# Muñogalindo
Muñogalindo là một đô thị trong tỉnh Ávila, Castile và León, Tây Ban Nha. Theo điều tra dân số 2006 (INE), đô thị này có dân số là 423.

## Enlaces
Muñogalindo en la Red Lưu trữ ngày 6 tháng 3 năm 2016 tại Wayback Machine